# Fokker F-11

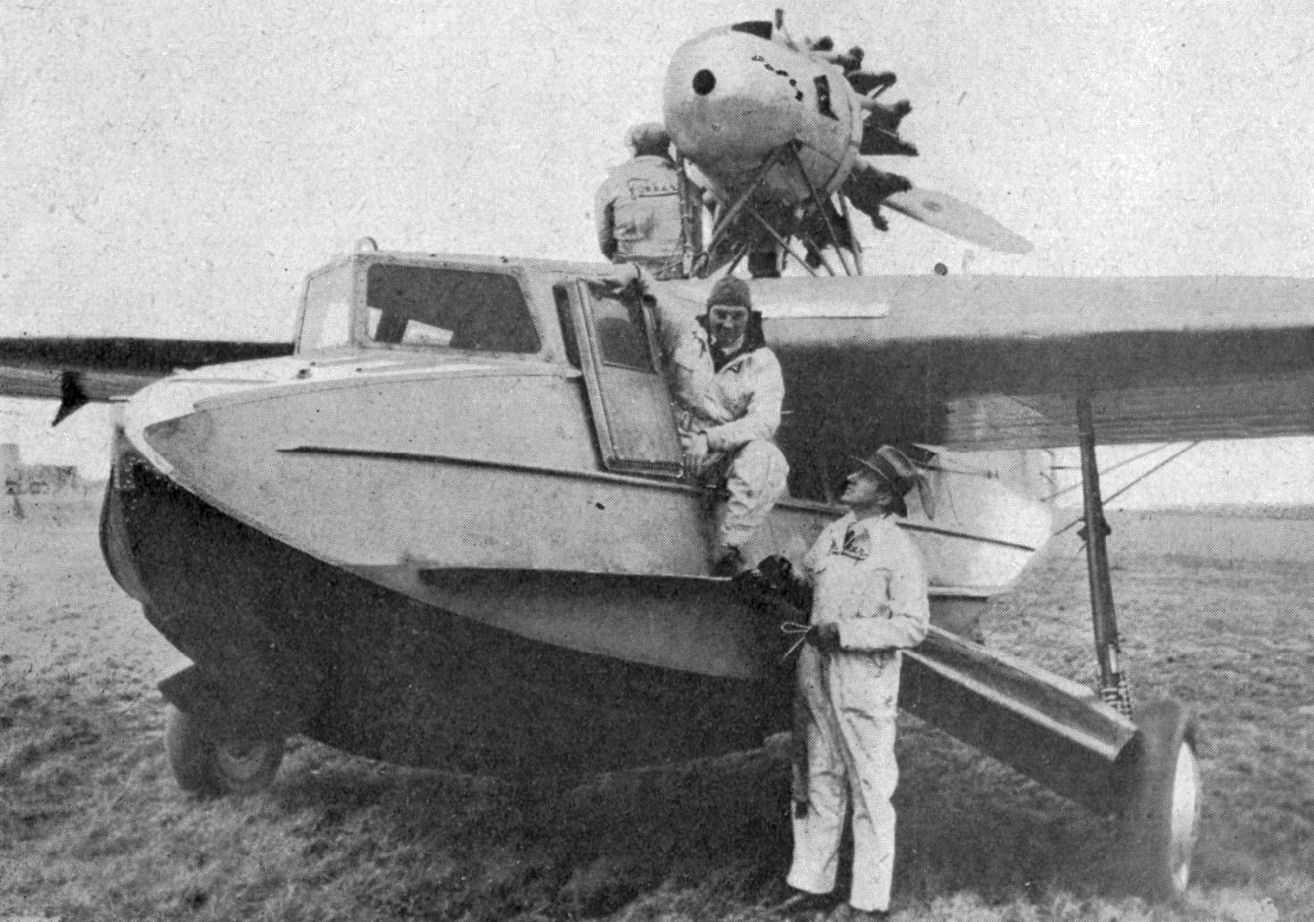
F-11, 1929

Die Fokker F-11 (intern Model 9) war ein Amphibienflugzeug des US-amerikanischen Herstellers Fokker Aircraft Corporation of America vom Ende der 1920er Jahre. Fokker verwendete für seine in den USA gebauten Flugzeuge eine eigene Benennungssequenz. Siehe z. B.  die F-10 als zeitlicher Vorläufer der F-11.

## Geschichte
Anthony Fokker hatte in den 1920er Jahren bereits einige Doppeldecker-Flugboote und Amphibienflugzeuge für die niederländische Marine entwickelt, die aber nicht für den militärischen Einsatz übernommen wurden. Diese Muster waren die B.I, B.II und B.III. Fokker hoffte zumindest für die B.III auf Interesse in den USA zu stoßen. So wurde das Flugzeug per Schiff zum Fokkerwerk in die USA gebracht und dort in eine zivile Ausführung B.IIIC umgebaut. Anschließend wurde sie, als Flying Yacht betitelt, an Harold Vanderbilt verkauft. Weitere Bauaufträge folgten jedoch nicht.
Fokker begann mit der Konstruktion eines als Schulterdecker ausgelegten Eindecker-Amphibienflugzeugs, das von einem, auf Pylonen über dem Rumpf gelagerten 525 PS leistenden Sternmotor Wright Cyclone R-1750 mit einem Druckpropeller angetrieben werden sollte. Der Prototyp, der noch die Standard-Tragflächen der Fokker Universal verwendete, hatte 1928 seinen Erstflug. Nach einer anderen Quelle wurden die Tragflächen einer Fokker F-14 eingesetzt. Die Serienmaschinen erhielten jedoch eine neu konzipierte Tragfläche. Die Ganzmetall-Rümpfe baute Fokker in den Niederlanden und verschiffte sie in die USA zur Endmontage. Die hohen Verkauferwartungen erfüllten sich aber nicht, sodass von den 20 hergestellten Rümpfen nur sechs als Flugzeuge komplettiert und verkauft werden konnten. Da die eigentliche Zielgruppe der Luftverkehrsgesellschaften nur geringes Interesse zeigte, gingen die meisten Exemplare als 10-sitzige Luxusausführungen (Flying Yacht) an finanzstarke Käufer. Zu ihnen gehörte auch der Bootsbauer Garfield Wood.
Das US Army Air Corps (USAAC) erprobte eine F-11 unter der militärischen Bezeichnung Y1C-16, beurteilte sie aber als für den vorgesehenen Zweck ungeeignet.
Die letzten zwei Exemplare erhielten als F-11AHB mit einem Pratt & Whitney Hornet (575 PS) eine modifizierte Triebwerksausstattung, und eine F-11 wurde testweise auf einen Zugpropeller umgerüstet. Die Version mit Hornet-Triebwerk erhielt in den Niederlanden die Bezeichnung B.IV, obwohl sie dort nie geflogen ist. Auch Versuche mit einer zweimotorigen Ausführung mit Motoren in Tandemanordnung wurden durchgeführt. Diese 10-sitzige Variante verwendete Anthony Fokker als sein persönliches Flugzeug.
Eine F-11 wurde nach Kanada exportiert, wo sie 1935 an einem Seeufer verunglückte. Ein Bergungsteam des Aviodrome brachte 1992 den Vorderrumpf der Maschine in die Niederlande.

## Konstruktion
Die Rumpfstruktur bestand aus zusammengenieteten Duraluminsektionen in Gitterbauweise, die Alclad-Platten verkleidet waren.
Die ersten zwei oder drei Flugzeuge besaßen noch neuartige Rumpfausleger, die an den Enden die Räder des Hauptfahrwerks trugen. Bei der Wasserlandung konnten die Ausleger etwas nach oben geschwenkt werden und zur Lagestabilisierung dienen. Diese Technik scheint sich jedoch nicht bewährt zu haben, da alle nachfolgenden Maschinen konventionelle Stützschwimmer in der Mitte beider Tragflächen erhielten.
Der Stückpreis betrug anfangs 42.000 US-Dollar, der im Juni 1930 auf 33.775 US-Dollar gesenkt wurde.

## Varianten
F-11AAusgangsversion mit einem Wright Cyclone mit 525 PS
F-11AHBerhöhtes Fluggewicht, ein Pratt & Whitney Hornet B mit 572 PS
VorführflugzeugEinzelstück mit zwei Triebwerken in Tandemanordnung, ähnlich Dornier Wal

## Technische Daten
| Kenngröße             | Daten der F-11A                                                                                                | Daten der F-11AHB                       |
| --------------------- | --- | --------------------------------------- |
| Besatzung             | 2 | 2                                       |
| Passagiere            | 4 bis 5 (max. 8)                                                                                               | 4 bis 5 (max. 8)                        |
| Länge                 | 13,73 m | 13,73 m                                 |
| Spannweite            | 18,00 m | 18,00 m                                 |
| Leermasse             | 2020 kg | 2300 kg                                 |
| Nutzlast              | 1100 kg | 969 kg                                  |
| Reisegeschwindigkeit  | 152 km/h | 157 km/h                                |
| Höchstgeschwindigkeit | 179 km/h | 186 km/h                                |
| Landegeschwindigkeit  | 80 km/h | 88 km/h                                 |
| Gipfelhöhe            | 3500 m | 3350 m                                  |
| Reichweite            | 640 km |                                         |
| Triebwerke            | 1 × Wright R-1750D Cyclone Neunzylinder-Sternmotor mit 525 PS, Dreiblatt-Metallpropeller, am Boden verstellbar | 1 × Pratt & Whitney Hornet B mit 575 PS |

## Verwandte Entwicklungen
Die noch bei Fokker konstruierte und von General Aviation gebaute General Aviation PJ basierte auf der konstruktiven Auslegung der F-11, hatte jedoch zwei Triebwerke und insgesamt etwas größere Abmessungen.